# Шаралдай
Шаралдай (рос. Шаралдай) — село Мухоршибірського району, Бурятії Росії. Входить до складу Сільського поселення Шаралдайського.
Населення —  1414 осіб (2015 рік). 